# Orsina Visconti
Orsina Visconti (Somma Lombardo, 1380 – 1451) è stata una nobile italiana del tardo Medioevo.

## Biografia
Figlia di Antonio Visconti, Signore di Somma, trascorse l'infanzia venendo educata ai costumi signorili degni di una famiglia tanto potente. All'età di vent'anni fu data in sposa a Guido Torelli, capitano di ventura e nobile leale ai Visconti, oltre che legittimo Signore di Guastalla.
Le costanti assenze del marito a causa delle interminabili guerre tra Milano e Venezia spinsero Orsina ad amministrare il feudo senza di lui. Dalle molteplici donne nate nel periodo battezzate con il nome di "Orsina" possiamo ipotizzare che il governo della nobile milanese fosse ben accolto dai locali.
Quando nel marzo del 1426 una rivolta costrinse Guido a precipitarsi a Brescia, la flotta veneziana approfittò della situazione per sbarcare a Brescello e a cingere d'assedio Guastalla. La difesa della rocca fu così responsabilità di Orsina che, forte dei fedeli rinforzi da Parma, prima insultò le forze veneziane dalle mura e poi diresse personalmente una carica di cavalleria fuori dai bastioni, mettendo in rotta gli assedianti. Per celebrare l'inaspettata vittoria, le sue armi e la sua corazza vennero esposte come trofeo nel castello e un suo ritratto fu realizzato nella chiesa locale di San Bartolomeo.
Trascorse il resto dei suoi anni governando con grande capacità amministrativa i domini del marito per poi morire nel 1451. Venne sepolta assieme al consorte nell'antica basilica milanese di Sant'Eustorgio.

## Discendenza
- Antonia Torelli (1406-1468)
- Cristoforo I Torelli († 1460)
- Pietro Guido I Torelli († 1460)
- Pietro Torelli († 1416)